# Cokedale
Cokedale – miasto w Stanach Zjednoczonych, w stanie Kolorado, w hrabstwie Las Animas.